# Jazda numidyjska
Jazda numidyjska – jazda rekrutowana z Numidów. 
Uzbrojenie jej składało się z pliku kilku oszczepów do walki wręcz (ale częściej do miotania), miecza i małej okrągłej skórzanej tarczy. Nie używała ani siodła ani uzdy. Bardzo chętnie wykorzystywana do walki podjazdowej, w której stosowała szybki atak na dystans i odwrót.
Stanowiła zasadniczą siłę armii Kartaginy, Massynisy i Jugurty. Odegrała decydującą rolę w bitwach pod Kannami i pod Zammą.